# Communauté de communes de Seignelay - Brienon
La communauté de communes de Seignelay - Brienon est une ancienne communauté de communes française, située dans le département de l'Yonne en région Bourgogne-Franche-Comté.
En 2017, elle fusionne avec la Communauté de communes du Florentinois pour former la Communauté de communes Serein et Armance.

## Histoire
La communauté de communes du Seignelois a été créée le 28 décembre 1993.
Le 1er janvier 2013, dans le cadre de la réforme des collectivités territoriales du 16 décembre 2010, les neuf communes composant le SIVOM de la Région de Brienon (alors transformé en syndicat mixte) intègrent la communauté de communes : Bellechaume, Brienon-sur-Armançon, Champlost, Esnon, Hauterive, Héry, Mercy, Paroy-en-Othe, Venizy.
L'intercommunalité change de nom le 1er janvier 2014 et prend le nom de communauté de communes de Seignelay - Brienon.

## Composition
Elle est composée des communes suivantes :
| Nom                  | Code Insee | Gentilé        | Superficie (km2) | Population (dernière pop. légale) | Densité (hab./km2) |
| -------------------- | ---------- | -------------- | ---------------- | --------------------------------- | ------------------ |
| Seignelay (siège)    | 89382      | Seignelois     | 13,47            | 1 606 (2014)                      | 119                |
| Beaumont             | 89031      |                | 6,55             | 628 (2014)                        | 96                 |
| Chemilly-sur-Yonne   | 89096      | Chemillois     | 5,72             | 940 (2014)                        | 164                |
| Mont-Saint-Sulpice   | 89268      | Montois        | 19,62            | 815 (2014)                        | 42                 |
| Ormoy                | 89282      |                | 13,33            | 706 (2014)                        | 53                 |
| Bellechaume          | 89035      | Bellechaumiers | 24,51            | 422 (2014)                        | 17                 |
| Brienon-sur-Armançon | 89055      | Brienonnais    | 25,87            | 3 145 (2014)                      | 122                |
| Champlost            | 89076      | Champlostiens  | 22,94            | 805 (2014)                        | 35                 |
| Esnon                | 89156      | Esnonais       | 12,05            | 392 (2014)                        | 33                 |
| Hauterive            | 89200      |                | 9,56             | 404 (2014)                        | 42                 |
| Héry                 | 89201      |                | 21,19            | 1 847 (2014)                      | 87                 |
| Mercy                | 89249      |                | 2,66             | 81 (2014)                         | 30                 |
| Paroy-en-Othe        | 89288      |                | 5,32             | 198 (2014)                        | 37                 |
| Venizy               | 89436      | Véniziens      | 43,68            | 942 (2014)                        | 22                 |

## Administration
Le siège de la communauté de communes est situé à Brienon.

### Conseil communautaire
L'intercommunalité est gérée par un conseil communautaire composé de délégués issus de chacune des communes membres.
Depuis les élections municipales de 2014, ils sont 34, chaque commune étant représentée selon sa population : 1 représentant pour une commune de moins de 500 habitants, 2 jusqu'à 900, puis 3 jusqu'à 1 500 habitants, 4 jusqu'à 2 000, 5 jusqu'à 2 500, 6 jusqu'à 3 000 et 7 au-delà de 3 000 habitants.
Ils sont ainsi répartis comme suit :
| Nombre de délégués | Communes                                            |
| ------------------ | --------------------------------------------------- |
| 7                  | Brienon-sur-Armançon                                |
| 4                  | Héry, Seignelay                                     |
| 3                  | Chemilly-sur-Yonne, Venizy                          |
| 2                  | Beaumont, Champlost, Mont-Saint-Sulpice, Ormoy      |
| 1                  | Bellechaume, Esnon, Hauterive, Mercy, Paroy-en-Othe |

### Présidence
La communauté de communes est présidée par Thierry Corniot depuis le 11 avril 2014.
| Période                                  | Période       | Identité          | Étiquette | Qualité                                                                       |
| ---------------------------------------- | ------------- | ----------------- | --------- | ----------------------------------------------------------------------------- |
| Les données manquantes sont à compléter. |               |                   |           |                                                                               |
| [Quand ?]                                | 11 avril 2014 | Jean-Hervé Allard |           |                                                                               |
| 11 avril 2014                            | En cours      | Thierry Corniot   | DvG       | Cadre bancaire. Maire de Seignelay. Conseiller général (canton de Seignelay). |

## Compétences
- Assainissement collectif
- Collecte et traitement des déchets des ménages et déchets assimilés
- Politique du cadre de vie
- Protection et mise en valeur de l'environnement
- Création, aménagement, entretien et gestion de zone d'activités industrielle, commerciale, tertiaire, artisanale ou touristique
- Action de développement économique (Soutien des activités industrielles, commerciales ou de l'emploi, Soutien des activités agricoles et forestières...)
- Tourisme
- Construction ou aménagement, entretien, gestion d'équipements ou d'établissements culturels, socioculturels, socio-éducatifs, sportifs
- Transport scolaire
- Schéma de secteur
- Création et réalisation de zone d'aménagement concertée (ZAC)
- Prise en considération d'un programme d'aménagement d'ensemble et détermination des secteurs d'aménagement au sens du code de l'urbanisme
- Aménagement rural
- Etudes et programmation
- Création, aménagement, entretien de la voirie
- Amélioration du parc immobilier bâti d'intérêt communautaire
- Acquisition en commun de matériel
- Autres

## Autres adhésions
- Syndicat mixte pour l'amélioration de l'habitat de la Basse-Vallée du Serein
- Syndicat Mixte d'Etude pour la valorisation et le traitement des déchets ménagers et assimilés Centre Yonne

### Sources
- Le SPLAF (Site sur la Population et les Limites Administratives de la France)
- La base ASPIC